# گروه اچ‌ان‌ای
گروه اچ‌ان‌ای (انگلیسی: HNA Group) با مسئولیت محدود. یک شرکت خوشه‌ای چینی است که مقر آن در هایکو، هاینان قرار دارد. این شرکت در سال ۲۰۰۰ تأسیس شد و در بسیاری از صنایع از جمله
هواپیمایی، املاک و مستغلات، خدمات مالی، گردشگری، تدارکات را دارد. این شرکت قسمتی از گرند چاینا ایر است، و مالک ۲۵٪ از هیلتون ورلدواید است.
گروه اچ‌ان‌ای در ژوئیه ۲۰۱۷، با درآمد $۵۳٫۳۳۵ میلیارد دلار توسط فورچون جهانی ۵۰۰ در رتبه ۱۷۰ رتبه‌بندی شد. این شرکت یکی از فعال‌ترین شرکت‌های سرمایه‌گذاری در جهان است که دارایی‌های بیشماری تحت نام خود دارد.